# 中央町 (桑名市)
中央町（ちゅうおうちょう）は、三重県桑名市にある地名。現行行政地名は中央町一丁目から中央町五丁目。

## 地理
桑名市の中央部に位置し、東は大央町、北東は新築町、南西は新矢田、西は大字本願寺、南は北鍋屋町、北は寿町と接している。

## 歴史

### 沿革
- 1966年（昭和41年） - 大字桑名・本願寺の各一部より、中央町一丁目から五丁目が成立[6]。

## 世帯数と人口
2015年（平成27年）10月1日現在の世帯数と人口は以下の通りである。
| 丁目         | 世帯数  | 人口    |
| ------------ | ------- | ------- |
| 中央町一丁目 | 120世帯 | 266人   |
| 中央町二丁目 | 126世帯 | 262人   |
| 中央町三丁目 | 20世帯  | 41人    |
| 中央町四丁目 | 13世帯  | 24人    |
| 中央町五丁目 | 296世帯 | 667人   |
| 計           | 575世帯 | 1,260人 |

### 人口の変遷
国勢調査による人口の推移。
| 1995年（平成7年）  | 1,425人 | [ 7 ]  |  |
| 2000年（平成12年） | 1,377人 | [ 8 ]  |  |
| 2005年（平成17年） | 1,304人 | [ 9 ]  |  |
| 2010年（平成22年） | 1,298人 | [ 10 ] |  |
| 2015年（平成27年） | 1,260人 | [ 2 ]  |  |

### 世帯数の変遷
国勢調査による世帯数の推移。
| 1995年（平成7年）  | 488世帯 | [ 7 ]  |  |
| 2000年（平成12年） | 514世帯 | [ 8 ]  |  |
| 2005年（平成17年） | 548世帯 | [ 9 ]  |  |
| 2010年（平成22年） | 568世帯 | [ 10 ] |  |
| 2015年（平成27年） | 575世帯 | [ 2 ]  |  |

## 交通
- 国道1号
- 三重県道504号桑名港線

## 施設
- 桑名市役所
- 三重県桑名庁舎
- 桑名郵便局
- 桑名市立中央図書館（くわなメディアライヴ）
- アピタ桑名店
- 柿安シティホール（桑名市民会館）
- ヤマモリ体育館（桑名市体育館）
- 百五銀行桑名支店・江場支店
- JAみえきた桑名支店
- NTT西日本桑名中央町ビル
- 青木記念病院
- 桑名シティホテル
- ステーションホテル桑名
- セントラルホテル
- 安永餅本舗 柏屋

### ギャラリー

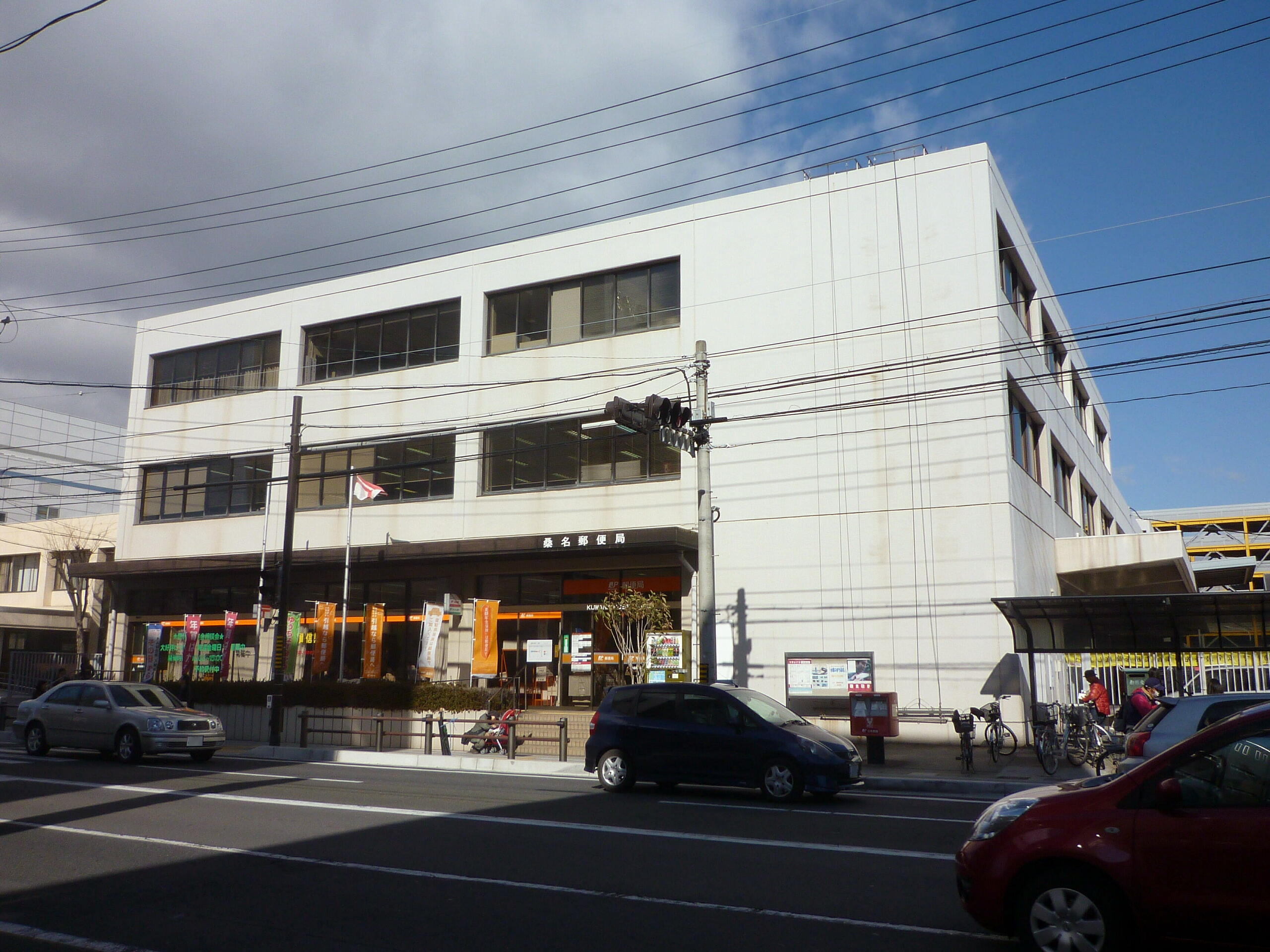
桑名郵便局
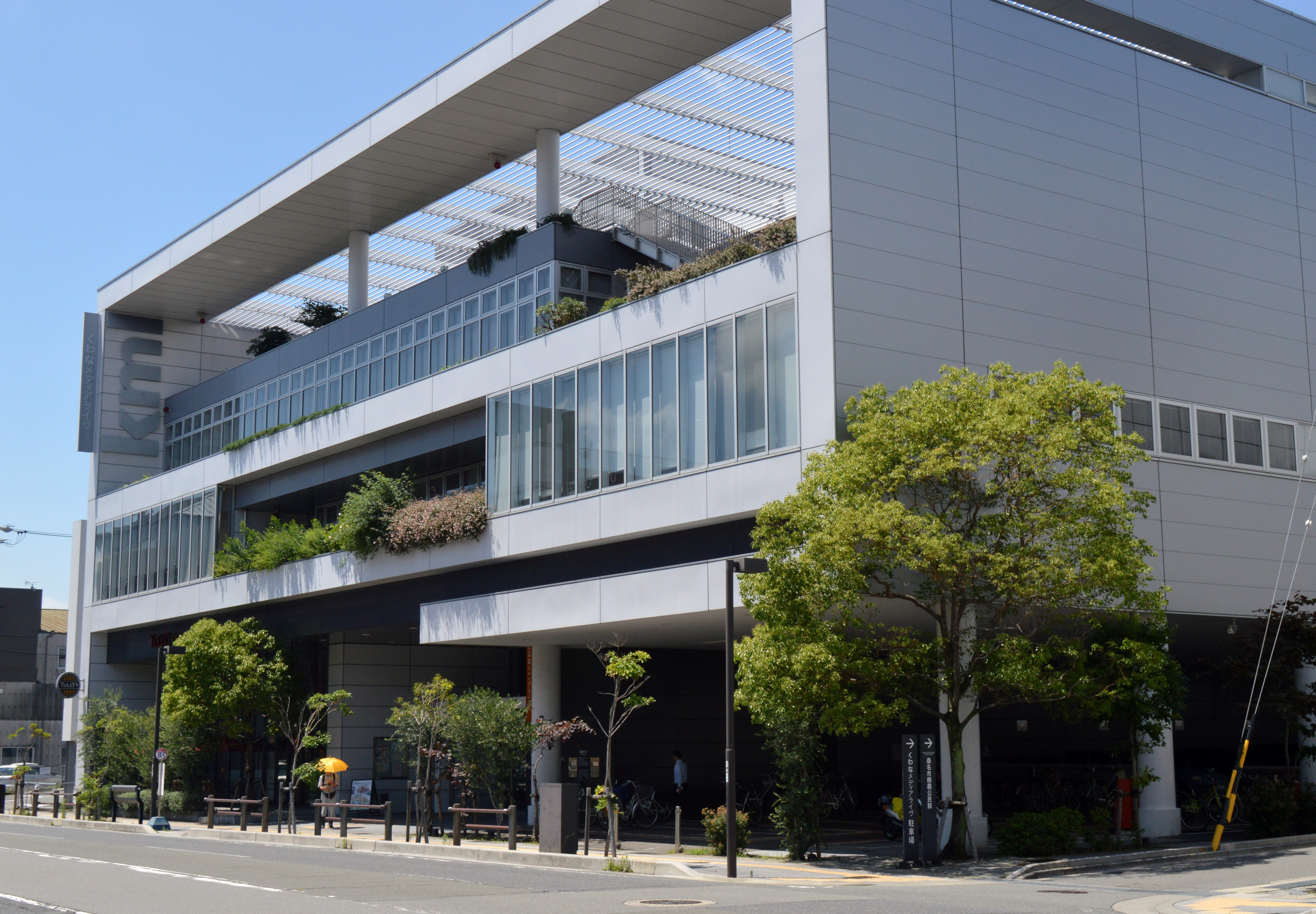
くわなメディアライヴ
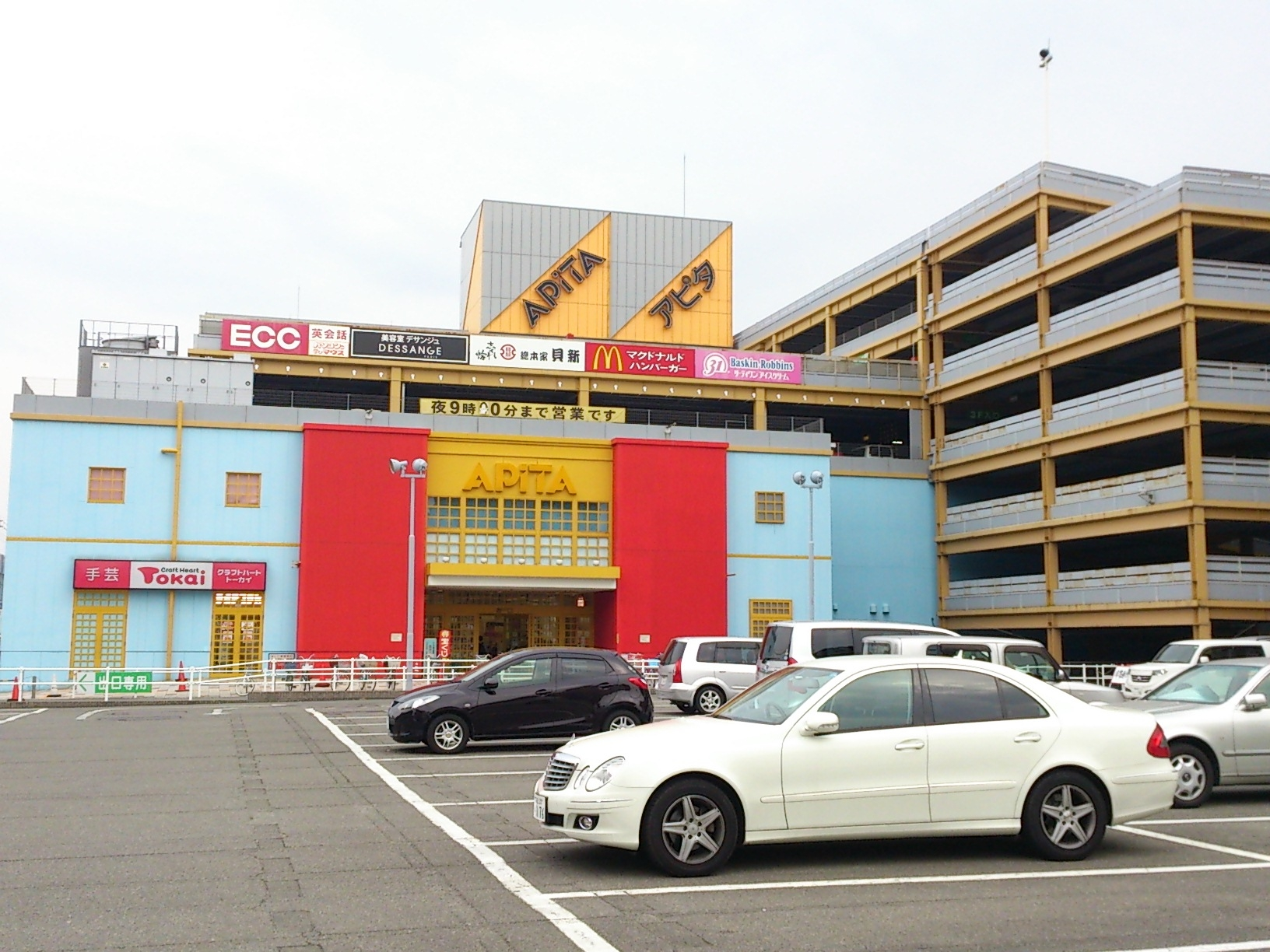
アピタ桑名店

## その他

### 日本郵便
- 郵便番号 : 511-0068[3]（集配局：桑名郵便局[11]）。